# (100692) 1997 YJ7
(100692) 1997 YJ7 es un asteroide perteneciente al cinturón de asteroides descubierto el 27 de diciembre de 1997 por Takao Kobayashi desde el Observatorio de Ōizumi, Ōizumi, Japón.

## Designación y nombre
Designado provisionalmente como 1997 YJ7.

## Características orbitales
1997 YJ7 está situado a una distancia media del Sol de 2,578 ua, pudiendo alejarse hasta 3,143 ua y acercarse hasta 2,013 ua. Su excentricidad es 0,219 y la inclinación orbital 12,89 grados. Emplea 1512,56 días en completar una órbita alrededor del Sol.

## Características físicas
La magnitud absoluta de 1997 YJ7 es 15. Tiene 5,867 km de diámetro y su albedo se estima en 0,058. 